# Aase Texmon Rygh
Aase Texmon Rygh, född 13 april 1925 i Troms fylke, död 21 maj 2019, var en norsk skulptör.
Aase Texmon Rygh utbildade sig på Statens håndverks- og kunstindustriskole 1944-46 och på Det Kongelige Danske Kunstakademi i Köpenhamn för Einar Utzon-Frank 1948-49.
Hon var gift med industriformgivaren Thorbjørn Rygh.

## Offentliga verk i urval
- Spiral II, bronsplatta, 1952, i Tønsberg
- Bjørn Farmann-monumentet, bronsplatta, 1971, i Tønsberg
- Løk, 1977, Norges landbrukshøgskole
- Volta, 1978, i Furuset Senter i Oslo
- Brutt form, 1983, i Furuset Senter iOslo
- Möbius trippel , på Ekebergparken skulpturpark i Oslo